# 村上元吉
村上 元吉（むらかみ もとよし）は、戦国時代から安土桃山時代にかけての武将。能島村上水軍の頭領。仮名は少輔太郎。毛利元就から一字を拝領した。父は村上武吉、母は村上通康の娘。弟に村上景親。妻は小早川隆景の養女。子に村上元武。官途は掃部頭。法号は相玄寺実翁宗真。

## 生涯
天文22年（1553年）、能島村上水軍を率いる村上武吉の嫡男として生まれる。
天正4年（1576年）の第一次木津川口の戦いでは村上水軍を率いて織田水軍を壊滅に導いた。第二次木津川口の戦いには参戦しなかったと推定される。
天正10年（1582年）頃に家督を相続し、同年3月に来島村上氏の来島通総・得居通幸兄弟が羽柴秀吉に調略されて織田側に寝返った際には、その追討に加わっている。
天正10年6月2日の本能寺の変で織田信長が横死した後、その天下統一事業を継承した秀吉が台頭した。天正14年（1586年）の四国征伐において村上元吉も父や弟ともに、豊臣秀吉に協力しなかったため、追討されそうになった。同年には、宣教師ガスパール・コエリョに要請されて、元吉は瀬戸内海を安全に通行できるように村上水軍の旗を与え、コエリョの安全を保障した。
天下統一を進める秀吉は天正16年（1588年）に海賊停止令を出し、瀬戸内海の海賊行為も禁止された。後に海賊停止令に違反したとして、村上元吉も父とともに筑前国加布里（現在の福岡県糸島市）へと追いやられた。天正20年（1592年）から始まる文禄・慶長の役では、朝鮮に出兵する将兵の輸送に活躍した。
慶長3年（1598年）豊臣秀吉が没すると、毛利輝元は村上元吉を父とともに安芸国竹原に移して4700石を与えた。慶長4年（1599年）10月6日付けで、毛利家臣・堅田元慶に宛てて毛利秀就の元服を祝う書状が残されており、毛利氏との関係がうかがえる史料となっている。
慶長5年（1600年）の関ヶ原の戦いの前哨戦では、阿波国の蜂須賀家政の所領を攻撃。阿波国猪山城を落城せしめた。9月になると興居島に上陸後、加藤嘉明の居城・伊予国松前城を攻撃するため、17日に四国伊予国三津浜（現在の松山市古三津）に上陸し宿陣した。しかし、同年9月17日夜から翌18日朝にかけて加藤嘉明の家臣・佃十成に夜襲を受け、元吉は戦死した（三津刈屋口の戦い）。
墓所は安芸国竹原の鎮海山城跡。家督は父・武吉の後見を受けて嫡男の村上元武が継いだ。